# Арондација
Арондација је аграрна мера на основу које се власнику приватног земљишта, које се налази између парцела земљишта у друштвеној својини, те омета његово рационално искоришћавање, то земљиште одузима у корист друштвене својине и заокруживања парцела, а у замену му се заузврат даје у приватну својину друго пољопривредно земљиште.
То је један од начина стицања права на поседовање друштвене својине - апропријације.

## Циљ
Арондација је аграрна операција чији је циљ укрупњавање пољопривредног или шумског земљишта у друштвеној својини ради рационалне обраде, примене савремене технологије, заштите, мелиорација и др.
Изузетно, арондација пољопривредног земљишта, може се спроводити у корист индивидуалних пољопривредних произвођача који су закључили уговоре о кооперацији или закупу са државом.

## Ограничења
Арондација пољопривредног земљишта се може спроводити само ако површина корисника арондације није мања од 30% од укупне површине обухваћене арондацијом.
На подручјима са хидромелиорационим системом проценат учешћа корисника арондације може бити 20%.
На шумском земљишту арондација се може обавити ако организација која газдује шумама поседује више од 50% укупне површине шума обухваћене арондацијом.
Грађевински рејон се не може обухватити арондацијом.

## Надокнада
За припојено земљиште индивидуалних пољопривредних произвођача даје се одговарајуће друго земљиште тако да буде исте културе и катастарске класе и на приближно истој удаљености од насеља. Уколико се то не може постићи даје се друга површина, култура и катастарска класа одговарајуће вредности. У изузетним случајевима може се дати и финансијско обештећење.